# 周景贤
周景贤，清朝人，是一名清朝政治人物。
周景贤曾于1828年接替陈銮任苏松道道员一职，1829年由陆荫奎接任。